# Step Up (canción de Drowning Pool)
«Step Up» es una canción interpretada por la banda estadounidense Drowning Pool. Se lanzó originalmente en The Punisher: The Album en marzo de 2004 y apareció en los créditos finales de la película. Se incluyó en el segundo álbum de estudio de Drowning Pool, Desensitized, el mes siguiente. Este fue el primer sencillo de la banda con el nuevo líder Jason "Gong" Jones y lo presentó a muchos fanáticos.
"Step Up" se usó como tema principal del PPV de World Wrestling Entertainment, WrestleMania XX.

## Composición y letra
"Step Up" fue escrita sobre alguien que se entrometió con Jones y sufrió las consecuencias. Por razones legales, el cantante no puede hablar de los detalles. Jason Gong dijo: "Es genial, porque ahora esa persona tiene que escucharla todo el tiempo... Esa es probablemente la canción más terapéutica del disco".

## Video musical
Se produjo un video musical para "Step Up", que se centra principalmente en la banda viviendo un estilo de vida lujoso en una mansión junto a la piscina. Recibió una importante difusión en Headbangers Ball tras su lanzamiento. El ex guitarrista de Evanescence, Ben Moody, hace un cameo en el video.

## Lista de canciones
Todas las canciones escritas y compuestas por Drowning Pool. 
| N.º | Título                                                 | Duración |  |
| 1.  | «Step Up»                                              |          |  |
| 2.  | «Walls»                                                |          |  |
| 3.  | «Drowning Pool - In the Studio and on the Set» (Video) |          |  |
| 4.  | «Step Up» (Video)                                      |          |  |